# 瑞穂温泉
座標: 北緯23度29分48秒 東経121度20分37秒 / 北緯23.4965639度 東経121.3436069度
瑞穂温泉（みずほおんせん）は台湾花蓮県萬栄郷紅葉村に位置する温泉。近隣に紅葉温泉があることから、紅葉外温泉とも呼ばれる。源泉は紅葉渓上流虎頭山の南側山麓、瑞穂温泉旅舎後方の斜面にある。
瑞穂温泉周辺には新興の温泉街が広がる。瑞穂温泉と泉質は似ているが、別の源泉から提供されている。

## 泉質

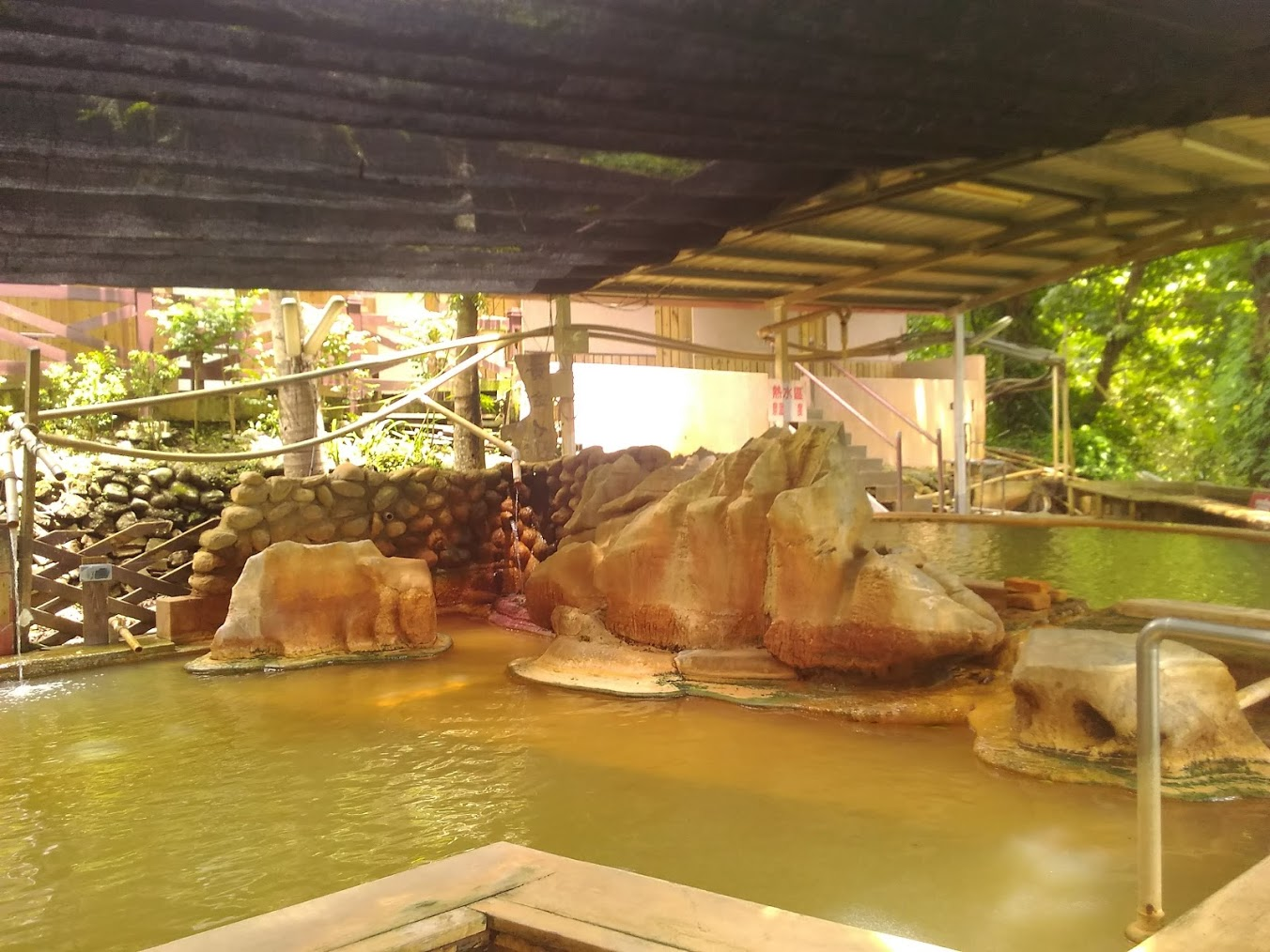
瑞穂温泉の露天風呂

黄色く濁った炭酸水素塩泉。鉄分を多く含むため、浴槽周辺は赤い温泉抽出物が堆積する。水温は約45度。

## 歴史
日本統治時代の1919年、日本人によって警察保養所の共同浴場「滴翠閣」が作られたことを端緒とする。
温泉に浸かった夫婦から男子が産まれることが多かったことにより、「生男の湯」とも呼ばれた。